# Alula (Somalië)
Alula (ook: Aeula, Bandar Alula, Calula, Aluula, Somalisch: Caluula) is het noordelijkste stadje in Somalië. Het ligt in de regio Bari in Puntland, aan de kust van de Golf van Aden en is de hoofdstad van het district Alula. 
Alula ligt ruim 58 km ten westen van Somalië's uiterste noordoostpunt, Kaap Gardafui, waar de wateren van de Indische Oceaan en de Golf van Aden elkaar ontmoeten.
Ongeveer 15 km naar het westen ligt Ras Felug (ook: Raas Felug); dit is waarschijnlijk de 'Kaap Olifant' (Elephas) die rond het begin van de jaartelling genoemd werd door de Griekse geograaf Strabo en in de Periplus van de Erythreïsche Zee (Periplus Maris Erythraei, een geschrift uit de 1e eeuw dat zeilaanwijzingen bevat van de handelsroute langs Egyptisch-Romeinse havens door de Rode Zee naar Oost-Afrika en India). Grenzend aan Alula ligt een ondiepe lagune omringd door mangrovebossen, die lijkt te corresponderen met de "grote laurier-bossen genoemd Acannae", ook beschreven in de Periplus.
Van het midden van de 19e eeuw tot begin 20e eeuw was Alula de hoofdstad van het Majeerteen Sultanaat (Migiurtinia). Een kasteel gebouwd in de stad voor Koning (Boqor) Osman Mahamuud is een van de lokale overblijfselen uit dit tijdperk. 
Alula heeft geen haven; bootjes worden op het strand getrokken. Wel is er een airstrip.

## Klimaat
Alula heeft een woestijnklimaat; er valt vrijwel geen neerslag, ongeveer 15 mm per jaar met een klein 'piekje' in november van 8 mm, meer dan de helft van de jaarlijkse hoeveelheid. De neerslag kan overigens van jaar tot jaar sterk fluctueren. De gemiddelde jaartemperatuur bedraagt 27,1°C. De warmste maand is juni, gemiddeld 30,0°C; de koelste maand is februari, gemiddeld 24,7°C.